# Snooker op de Paralympische Zomerspelen 1960
De Ie Paralympische Spelen werden in 1960 gehouden in Rome, Italië en werden samen met de Olympische Zomerspelen in Rome gehouden. Snooker was een van de acht sporten die beoefend werden tijdens deze paralympics. 
Er stond bij het snooker maar één evenement op het programma, dat voor mannen met een dwarslaesie of vergelijkbare handicaps.

## Mannen
| Klasse           | land | Goud   | land | Zilver          | land    | Brons                         |
| ---------------- | ---- | ------ | ---- | --------------- | ------- | ----------------------------- |
| Dwarslaesie open | GBR  | Keaton | GBR  | Michael Shelton | ITA MLT | Giovanni Ferraris G. Portelli |

Atletiek · Basketbal · Boogschieten · Dartchery · Schermen · Snooker · Tafeltennis · Zwemmen
Rome 1960 ·
Tokio 1964 ·
Tel Aviv 1968 ·
Heidelberg 1972 ·
Toronto 1976 ·
New York & Stoke Mandeville 1984 ·
Seoel 1988